# Fussball Club Wettingen 93
Il Fussball Club Wettingen 93, meglio noto come FC Wettingen 93, è una società calcistica svizzera con sede nella città di Wettingen. Milita nella Seconda Lega, la sesta serie del Campionato svizzero di calcio.

## Storia
L'FC Wettingen, fondato nel 1931, ha trascorso i primi decenni della propria storia frequentando costantemente i campionati minori, fino al 1968-1969, quando per la prima volta centra una storica promozione in Lega Nazionale A. La stagione 1969-1970 nella massima serie è tuttavia avara di soddisfazione, e la compagine argoviese chiude il campionato al 13º posto, che vale la retrocessione. Il club passa gli anni successivi nelle serie inferiori del calcio svizzero fino a quando nel 1981-1982 fa ritorno al calcio di massima divisione.
A differenza della prima avventura, la squadra mantiene la propria posizione in LNA per più stagioni, fino al 1986-1987, quando retrocede per poi tornare immediatamente in massima serie. Da neopromossa, nella stagione 1988-1989 ottiene il miglior piazzamento per il club, un 4º posto che vale la qualificazione per la Coppa UEFA, dove, al secondo turno, sarà il Napoli di Diego Armando Maradona ad interrompere la corsa degli elvetici, che sfiorano l'impresa di eliminare i partenopei (dopo uno 0-0 casalingo, il Wettingen, passato in vantaggio a Napoli, perderà 2-1).
Nel 1991-1992 il club viene retrocesso in LNB per la terza volta, questa volta senza più fare ritorno nella categoria superiore. Dopo la stagione 1992-1993 il club, oberato da una grossa crisi finanziaria, si rifonda con il nuovo nome FC Wettingen 93 e riparte dalle serie minori, ovvero dalla Seconda Lega.

## Palmarès

### Competizioni nazionali
- Lega Nazionale B: 1

1968-1969
- Prima Lega: 2

1965-1966, 1976-1977

### Altri piazzamenti
- Coppa Svizzera:

Semifinalista: 1991-1992
- Lega Nazionale B:

Secondo posto: 1981-1982
Terzo posto: 1966-1967